# Totally
Totally (с англ. — «Полностью») — восьмой студийный альбом немецкой евродиско-группы Bad Boys Blue, вышедший в 1992 году.

## Об альбоме
Totally содержит два хита группы — «I Totally Miss You» и «Save Your Love»'(#16-germany,#81-US hot 100 Billboards charts)'. Композиция «Warm And Tender Love» в исполнении Эндрю Томаса.

## Список композиций
1. «Have You Ever Had A Love Like This» (3:35)
2. «I Totally Miss You» (3:57)
3. «What A Feeling» (3:52)
4. «Who’s That Man?» (3:50)
5. «Warm And Tender Love» (3:40)
6. «Save Your Love» (3:58)
7. «Johnny» (4:25)
8. «I’m Never Gonna Fall In Love Again» (3:50)
9. «Rhythm Of The Night» (3:55)
10. «I Totally Miss You (Re-Mix)» (4:32)

## Высшие позиции в чартах
- Финляндия — 15 место.
- Германия — 83 место.